# رئيس كوبا
رئيس كوبا هو رأس السلطة التنفيذية في كوبا. وبموجب الدستور الكوبي المعتمد منذ عام 1976، يكون رئيس كوبا هو رئيس مجلس الدولة الكوبي، والذي يشغل في نفس الوقت رئاسة مجلس الوزراء الكوبي. يشغل نائب رئيس كوبا، مهام الرئيس في حالة الوفاة أو المرض. يشغل منصب رئيس كوبا حالياً ميغيل دياز كانيل منذ أبريل 2018، بعد انتخاب البرلمان له ليصبح الرئيس التاسع عشر للبلاد والأول من خارج عائلة كاسترو منذ ما يقارب 40 عاماً.